# Stensund en Krymla
Stensund en Krymla (Zweeds: Stensund och Krymla) is een tätort in de gemeente Trosa in het landschap Södermanland en de provincie Södermanlands län in Zweden. Het tätort heeft 347 inwoners (2005) en een oppervlakte van 87 hectare. Eigenlijk bestaat het tätort uit twee plaatsen: Stensund en Krymla. Stensund en Krymla ligt aan een baai van de Oostzee en wordt omringd door bos, landbouwgrond en rotsen. De stad Trosa ligt een paar kilometer ten westen van het tätort.